# Torenia violacea
Torenia violacea är en tvåhjärtbladig växtart som först beskrevs av Azaola och Francisco Manuel Blanco, och fick sitt nu gällande namn av Francis Whittier Pennell. Torenia violacea ingår i släktet Torenia och familjen Linderniaceae. Inga underarter finns listade i Catalogue of Life.